# Dee Winters
De'Monderick "Dee" Winters (sinh ngày 17 tháng 10 năm 2000) là một cầu thủ bóng bầu dục Mỹ đang thi đấu cho câu lạc bộ San Francisco 49ers tại National Football League (NFL). Anh cũng từng thi đấu bóng bầu dục đại học cho đội  Horned Frogs tại Đại học Cơ đốc Texas (TCU).

## Đầu đời
Winters sinh ngày 17 tháng 10 năm 2000 và lớn lên ở Burton, Texas, một thị trấn nhỏ với 560 cư dân và chỉ có 1 trạm xăng duy nhất. Anh chơi bóng bầu dục Mỹ tại trường trung học Burton và là một cầu thủ đa năng mặc dù anh chủ yếu chơi ở vị trí tiền đạo bắt bóng. Winters xếp thứ 87 trong bảng xếp hạng các cầu thủ xuất sắc nhất bang. Vào năm 2019, anh đầu quân cho TCU.

## Sự nghiệp đại học
Mặc dù được chiêu mộ vào TCU với vai trò là một hậu vệ sâu, Winters lại thường thi đấu ở vị trí trung vệ. Dù chỉ là sinh viên năm nhất nhưng anh đã được thi đấu 11 trận, hai lần xuất phát chính, và ghi được 28 pha tắc bóng và 1 lần cướp bóng thành công. Mùa giải sau đó, Winters giành được suất thi đấu chính, chơi chính cả 10 trận và đứng thứ hai trong đội với 65 lần tắc bóng, 9,5 trong số đó là tackles-for-loss. Anh ấy vẫn là cầu thủ chính ở mùa giải 2021, chơi chính tất cả 12 trận và dẫn đầu TCU với 74 lần tắc bóng trong khi đứng thứ ba trong đội với 5 lần tackles-for-loss.
Vào năm cuối đại học, Winters đã góp công đưa TCU đến với chung kết College Football Playoff National 2023 với 79 pha tắc bóng (tốt thứ 4 đội), 14,5 TFLs (bằng với Dylan Horton ) và 7,5 pha cướp bóng (tốt thứ 2 đội). Anh được trao danh hiệu cầu thủ xuất sắc nhất trong trận bán kết playoff trước Michigan khi thực hiện được bảy pha tắc bóng và 3 TFLs, một lần chặn đường chuyền và một pha touchdown ở cự ly 29 yard. Sau mùa giải, Winters được mời tham gia Senior Bowl. Vào thời điểm tốt nghiệp, Winters được mệnh danh là câu thủ hay nhất tại TCU.

## Sự nghiệp chuyên nghiệp
| 5 ft 11 in (1,80 m) | 227 lb (103 kg) | 31+5⁄8 in (0,80 m) | 8+5⁄8 in (0,22 m) | 4.49 s | 1.56 s | 2.59 s | 4.46 s | 31,5 in (0,80 m) | 9 ft 9 in (2,97 m) | 20 lần |
| Nguồn:              |                 |                    |                   |        |        |        |        |                  |                    |        |

Winters là cầu thủ thứ 216 được lựa chọn thi đấu ở vòng 6 NFL Draft dưới màu áo San Francisco 49ers.